# Imagínate…
Imagínate... es un álbum de estudio de la boy band portorriqueña Menudo, lanzado en 1994. Están presentes en el álbum los integrantes: Abel Talamántez, Alexis Grullón, Andy Blázquez, Ashley Ruiz y Ricky López.

## Divulgación
Mientras el grupo promocionaba el álbum en Perú, la canción "Los Amigos y Las Amigas" fue acusada de plagio de la canción "Los Patos y Las Patas", por el cantante Raúl Romero, integrante del grupo Los Nosequién y Los Nosecuántos. Edgardo Díaz, empresario de Menudo, negó las acusaciones y declaró que la palabra "plagio" estaba siendo mal utilizada, ya que lo que se hizo fue sustituir la palabra "patas" por un sinónimo, ya que en Puerto Rico, la palabra "pato" se usa frecuentemente de forma peyorativa.
Las autoridades peruanas prohibieron la difusión y comercialización de la canción. La decisión fue tomada tras una resolución de INDECOPI, que señaló similitudes en el título y contenido de las canciones. La discográfica Discos Hispánicos del Perú también fue impedida de distribuir la canción. Díaz afirmó que la controversia sería un intento de autopromoción por parte del cantante. Romero habría solicitado 20 mil dólares para liberar el uso de la canción, pero la solicitud fue rechazada.
La canción "Mil Ángeles" fue compuesta como un tributo a la joven peruana Cecilia Huamán, quien falleció trágicamente en 1993 durante un concierto de la banda. La música, escrita por Rawy Torres y Edgardo Díaz, refleja el impacto de esta pérdida no solo en los fans, sino también en los miembros del grupo, quienes visitaron a la familia de Cecilia y su tumba como un gesto de condolencias. Inspirada en una carta y en las emociones que la adolescente llevó consigo al concierto, la letra expresa la eternidad de un amor puro y la esperanza de un reencuentro, simbolizando también la conexión emocional entre los artistas y sus admiradores.

## Desempeño comercial
El álbum generó un éxito en las radios para el grupo, la canción "Yo Quiero Bailar Reggae" alcanzó la primera posición en la lista de éxitos musicales del Panamá.

## Lista de canciones
You're right! Here's the corrected version with "length" instead of "duration":
| N.º | Título                      | Duración |  |
| 1.  | «Yo Quiero Bailar Reggae»   | 4:10     |  |
| 2.  | «Amor Mio»                  | 3:20     |  |
| 3.  | «Ay Que Dolor!»             | 3:02     |  |
| 4.  | «Tu Y Yo»                   | 4:02     |  |
| 5.  | «Bienvenido Al Nuevo Mundo» | 4:09     |  |
| 6.  | «Solo Faltas Tu»            | 4:32     |  |
| 7.  | «Tus Ojos»                  | 4:40     |  |
| 8.  | «Hombre Q' Sabia Demas»     | 4:13     |  |
| 9.  | «Los Amigos Y Las Amigas»   | 3:17     |  |
| 10. | «De Don Juan A Romeo»       | 3:26     |  |
| 11. | «Mil Angeles»               | 3:31     |  |